# Alguaire
Alguaire é um município da Espanha na comarca de Segrià, província de Lérida, comunidade autónoma da Catalunha. Tem 50,1 km² de área e em 2021 tinha 3 065 habitantes (densidade: 61,2 hab./km²).

## Demografia
| Variação demográfica do município entre 1991 e 2004 [carece de fontes?] | Variação demográfica do município entre 1991 e 2004 [carece de fontes?] | Variação demográfica do município entre 1991 e 2004 [carece de fontes?] | Variação demográfica do município entre 1991 e 2004 [carece de fontes?] |
| ----------------------------------------------------------------------- | ----------------------------------------------------------------------- | ----------------------------------------------------------------------- | ----------------------------------------------------------------------- |
| 1991                                                                    | 1996                                                                    | 2001                                                                    | 2004                                                                    |
| 2859                                                                    | 2825                                                                    | 2724                                                                    | 2928                                                                    |